# František Šulc (novinář)
František Šulc (* 21. března 1970 Praha) je český novinář zabývající se oblastí bezpečnosti, od ledna 2022 náměstek ministryně obrany ČR.

## Život
Vystudoval politologii na Filozofické fakultě Západočeské univerzity v Plzni a Bezpečnostní studia na Fakultě sociálních věd Univerzity Karlovy.
Od roku 1995 působil jako novinář v televizi Prima, v Lidových novinách a v časopisu Týden. V roce 2003 získal Cenu Ferdinanda Peroutky.
Od srpna 2010 do prosince 2012 působil jako vedoucí poradců ministra obrany ČR Alexandra Vondry. V letech 2012 až 2014 byl ředitelem kabinetu ministra obrany. 
František Šulc působil také ve společnosti Robot Scientific s.r.o. zabývající se zahraničním obchodem s vojenským materiálem. Společnost Afrisensio s.r.o. majetkově ovládal jako společník.
František Šulc je zakladatelem blogu o mezinárodní bezpečnosti s názvem On War | On Peace (vznikl 2009). Přispívají na něj různí autoři, odborníci z profesionální i akademické sféry (např. podplukovník Bohuslav Pernica či diplomat Martin Svárovský).
V lednu 2022 se stal politickým náměstkem ministryně obrany ČR Jany Černochové.